# Dahir al-Umar
Dahir al-Umar al-Zaydani ou Ẓāhir āl-'Umar az-Zaydānī (en arabe : ظاهر آل عمر الزيداني), né en 1689/1690 à Arraba, mort le 21 août 1775 à Acre, est un chef arabe du Sud de la Syrie ottoman. Au milieu du XVIIIe siècle, profitant de l'affaiblissement de l'Empire ottoman, il parvient à établir une principauté quasi indépendante et à résister à plusieurs offensives menées par les gouverneurs ottomans de Syrie et d'Égypte. Mais il est finalement vaincu et tué en 1775.

## Débuts et expansion

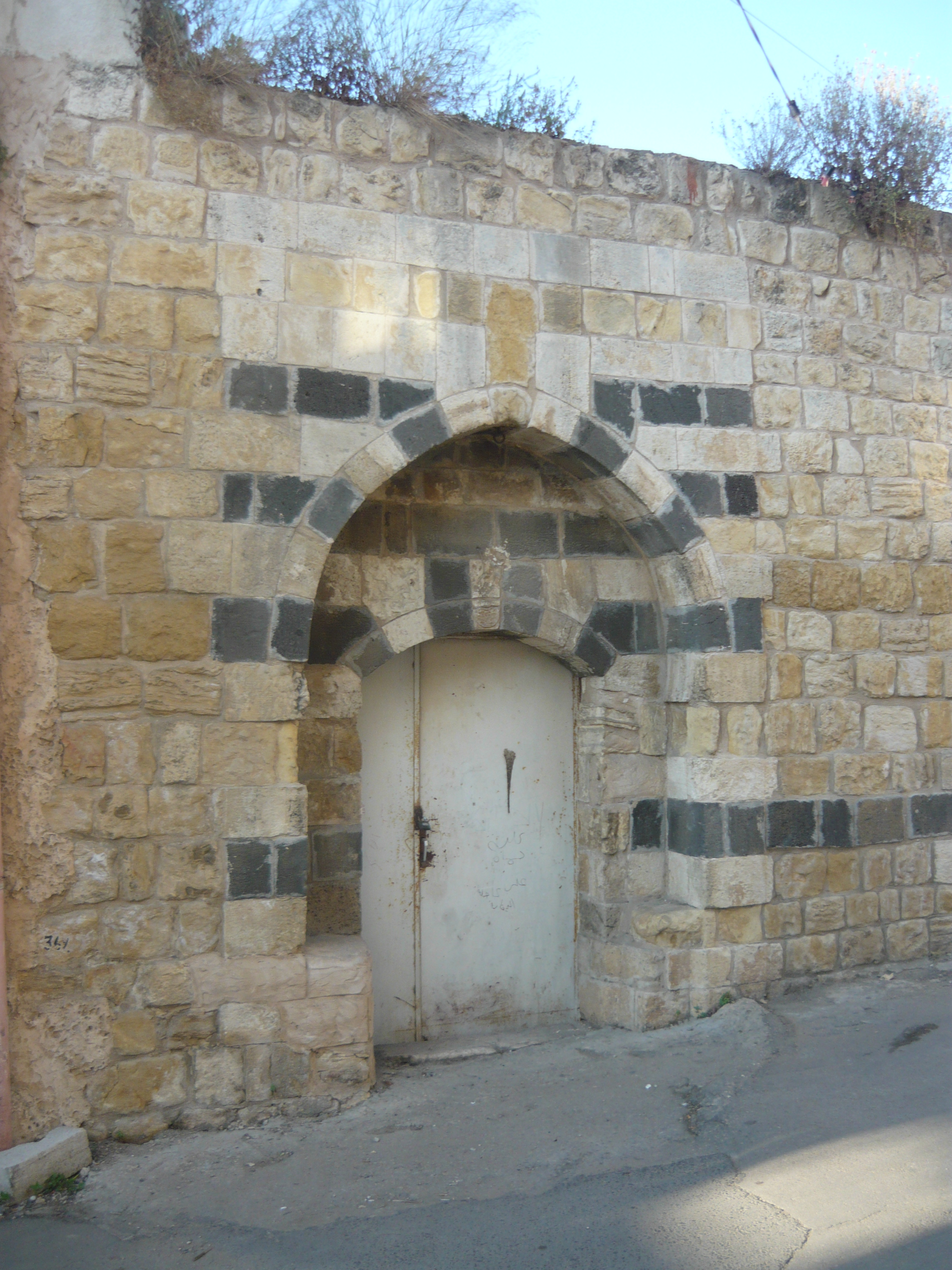
Maison d'Omar al-Zaydani à Arraba

Dahir al-Umar est un cheikh de la tribu des Zaydani (en) dans la région du lac de Tibériade, qui alors faisait  partie de la Syrie ottomane. Son père, Omar al-Zaydani, et son grand-père étaient des multazim (collecteurs de taxes) pour le compte de l'émirat du Mont-Liban dirigé par la famille féodale druze des Maan (en). Après la mort de son père, il s'établit à Safed et partage l'autorité avec ses frères et son oncle. À partir des années 1730, son domaine se compose principalement de la Galilée, avec pour capitales successives Tibériade, Arraba, et Nazareth. En 1742, il est assiégé dans Tibériade par le gouverneur de Damas mais la mort de celui-ci met fin à l'attaque ottomane. Il évince ses parents et reste le seul maître de la région.
En 1746, il fortifie la ville d'Acre, qui devient une place commerciale entre la Palestine ottomane et l'Europe. Au milieu des années 1760, il occupe  la ville portuaire de Haïfa. Il encourage la culture du coton qui devient un produit d'exportation vers l'Europe. Il est conseillé par des marchands juifs de Tibériade puis par des Syriens catholiques dont le banquier Ibrahim Sabbagh qui fait figure de « ministre des Finances ». Il se montre tolérant envers toutes les religions, protège les paysans contre les pillages des Bédouins et accueille des migrants du Proche-Orient et de Chypre. Cependant, les ambitions rivales de ses fils provoquent des affrontements ponctuels.

## Alliance avec Ali Bey

Territoire et zone d'influence de Dahir al-Umar en 1774

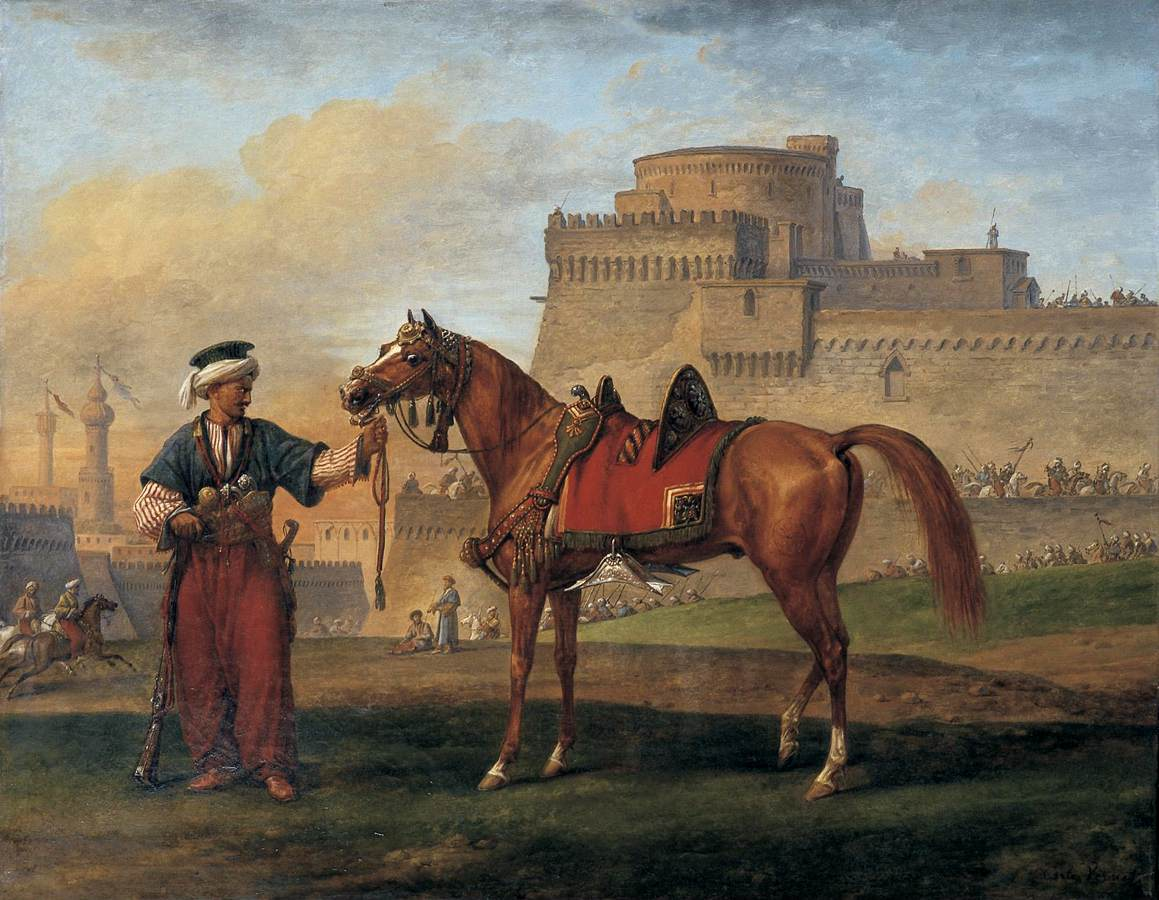
Mamelouk conduisant son cheval, par Carle Vernet (1758-1836)

En 1766, Ali Bey al-Kabir, chef mamelouk temporairement chassé d'Égypte par des luttes de faction, se réfugie auprès de Dahir al-Umar. Il revient en Égypte peu après, élimine ses rivaux et, en 1770, devient le seul maître du pays. Ali Bey entreprend alors d'étendre son pouvoir en s'emparant de la Syrie. Il envoie une armée commandée par son lieutenant Abou Dhahab et lance une proclamation aux Syriens prétendant qu'il n'intervient que pour mettre fin à la tyrannie d'Othman Pacha al-Kurji (en), gouverneur de Damas, et rétablir la sécurité du pèlerinage de La Mecque. Dahir al-Umar fait alliance avec Ali Bey, sur le conseil d'Ibrahim Sabbagh qui croit pouvoir s'appuyer sur la Russie à la faveur de la guerre russo-turque de 1768-1774. Mais le général mamelouk Abou Dhahab, fidèle au pouvoir ottoman, se retourne contre Ali Bey et le chasse d'Égypte. Dahir al-Umar continue la lutte et remporte plusieurs victoires sur Othman Pacha et sur Youssef Chehab, émir du Mont-Liban. Ali Bey et les Zaydani, avec l'aide de la flotte russe d'Alexeï Orlov, vont assiéger le port de Jaffa. La ville tombe après un siège de 8 mois (avril 1772-février 1773) mais Ali Bey est tué peu après dans une vaine tentative pour reconquérir l'Égypte tandis que la flotte russe quitte la Méditerranée à la suite du traité de Küçük Kaynarca (21 juillet 1774),.

## Contre-offensive ottomane

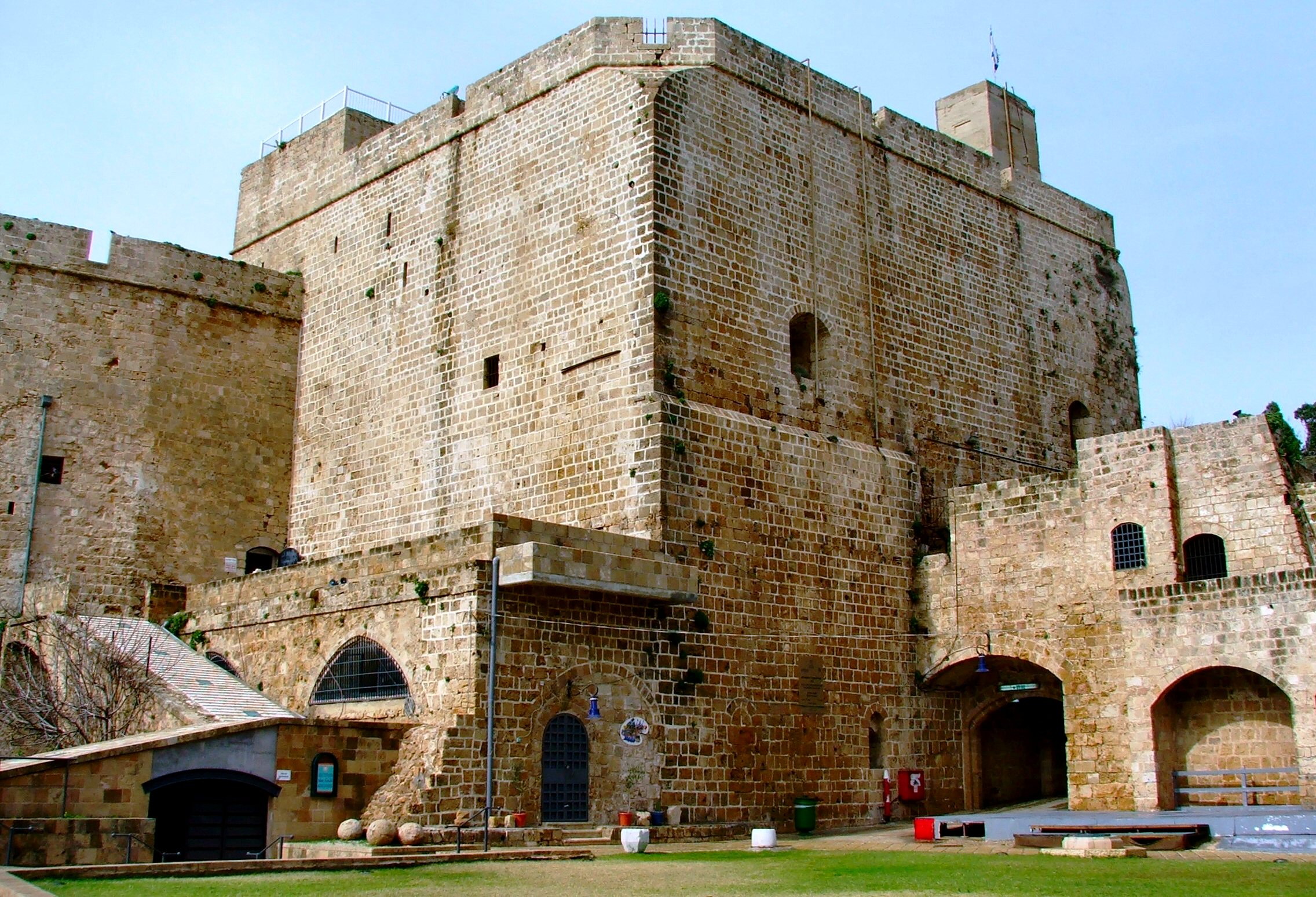
La tour d'Acre

La Sublime Porte décide d'en finir avec Dahir al-Umar. En 1774, elle attribue à Abou Dhahab, en plus du gouvernement de l'Égypte, le revenu fiscal (iltizam) de la Palestine. Au début du printemps 1775, l'armée égyptienne envahit la Palestine, prend Gaza et Ramlah et s'empare de Jaffa après un court siège (du 3 avril au 29 mai) : Abou Dhahab, pour faire un exemple, massacre les défenseurs et les habitants. Les autres villes de la région se rendent sans combat. Arrivé à Acre, Abou Dhahab annonce l'intention d'exterminer les chrétiens mais il meurt subitement le 10 juin 1775. Les commandants mamelouks retournent alors en Égypte pour s'y disputer la succession.
Dahir al-Umar reprend possession de la ville d'Acre. Cependant, la Porte envoie contre lui une flotte et une armée sous le commandement du capitan pacha (commandant en chef de la marine ottomane) Cezayirli Gâzi Hasan Pacha qui débarque à Haïfa le 7 août 1775. Le vieil émir, qui reste un combattant énergique à plus de 80 ans, est assiégé dans Acre. Des négociations s'ouvrent : Dahir al-Umar se voit réclamer un tribut de 500 000 piastres, plus un don de 50 000 piastres pour Hasan Pacha lui-même, mais le financier Ibrahim Sabbagh s'y oppose, prétendant que cette dépense serait inutile. Al-Dinkizli, chef des mercenaires maghrébins de Dahir al-Umar fait alors défection. Dahir al-Umar s'enfuit à cheval mais il est rattrapé et décapité le 21 août 1775. Sa tête est envoyée à Constantinople et plusieurs de ses parents sont exécutés.
Ibrahim Sabbagh est fait prisonnier et sa fortune confisquée. Il meurt dans des circonstances incertaines. Sa famille se réfugie en Égypte.

## Conséquences
Après la mort de Dahir al-Umar, le général ottoman Djezzar Pacha, nommé gouverneur de Sidon, profite de la ruine des Zaydani pour s'emparer d'Acre et de la Galilée. Lors de l'expédition française d'Égypte en 1798-1801, Bonaparte fonde de grands espoirs sur les anciens partisans de Dahir al-Umar et les autres populations insoumises du Levant ottoman, chiites, druzes et maronites, qu'il espère rallier dans sa lutte contre la coalition anglo-ottomane. Le 19 mars 1799, au début du siège d'Acre, Abbas Dahir, petit-fils de Dahir al-Umar, vient lui offrir le concours de ses hommes : avec l'aide de la cavalerie française de Murat, ils empêcheront les mouvements des garnisons ottomanes de Damas et de Naplouse. Mais seuls les Zaydani et une partie des chiites se rallient aux Français, la population sunnite restant massivement fidèle au sultan ottoman, calife de l'islam. Les assauts français contre la ville d'Acre, où Djezzar Pacha a reçu des renforts britanniques et ottomans, échouent l'un après l'autre. Le 17 mai, Bonaparte décide de lever le siège et d'abandonner la Palestine : il saccage le pays derrière lui, pratiquant la politique de la terre brûlée. Les derniers partisans des Zaydani, pour échapper aux représailles ottomanes, se retirent avec l'armée française.
Un petit-fils d'Ibrahim Sabbagh, également prénommé Ibrahim (ou Michel Sabbagh), s'attache au général Caffarelli et devient secrétaire des savants français de la Commission des sciences et des arts au Caire. Il s'installe plus tard en France où il rédige une biographie de Dahir al-Umar.

## Sources et bibliographie
- (en) Cet article est partiellement ou en totalité issu de l’article de Wikipédia en anglais intitulé « Zahir al-Umar » (voir la liste des auteurs) dans sa version du 14 janvier 2017.
- Henry Laurens (dir.), L'Expédition d'Égypte, 1798-1801, Armand Colin, 1989.
- Robert Mantran (dir.), Histoire de l'Empire ottoman, Fayard, 1989, 814 p. (ISBN 978-2-213-01956-7, présentation en ligne)
- Hoefer (dir.), Nouvelle biographie générale depuis les temps les plus reculés, volume 14, Paris, Firmin Didot, 1856, article "Dhaher", p. 17-18